# シロウオの踊り食い

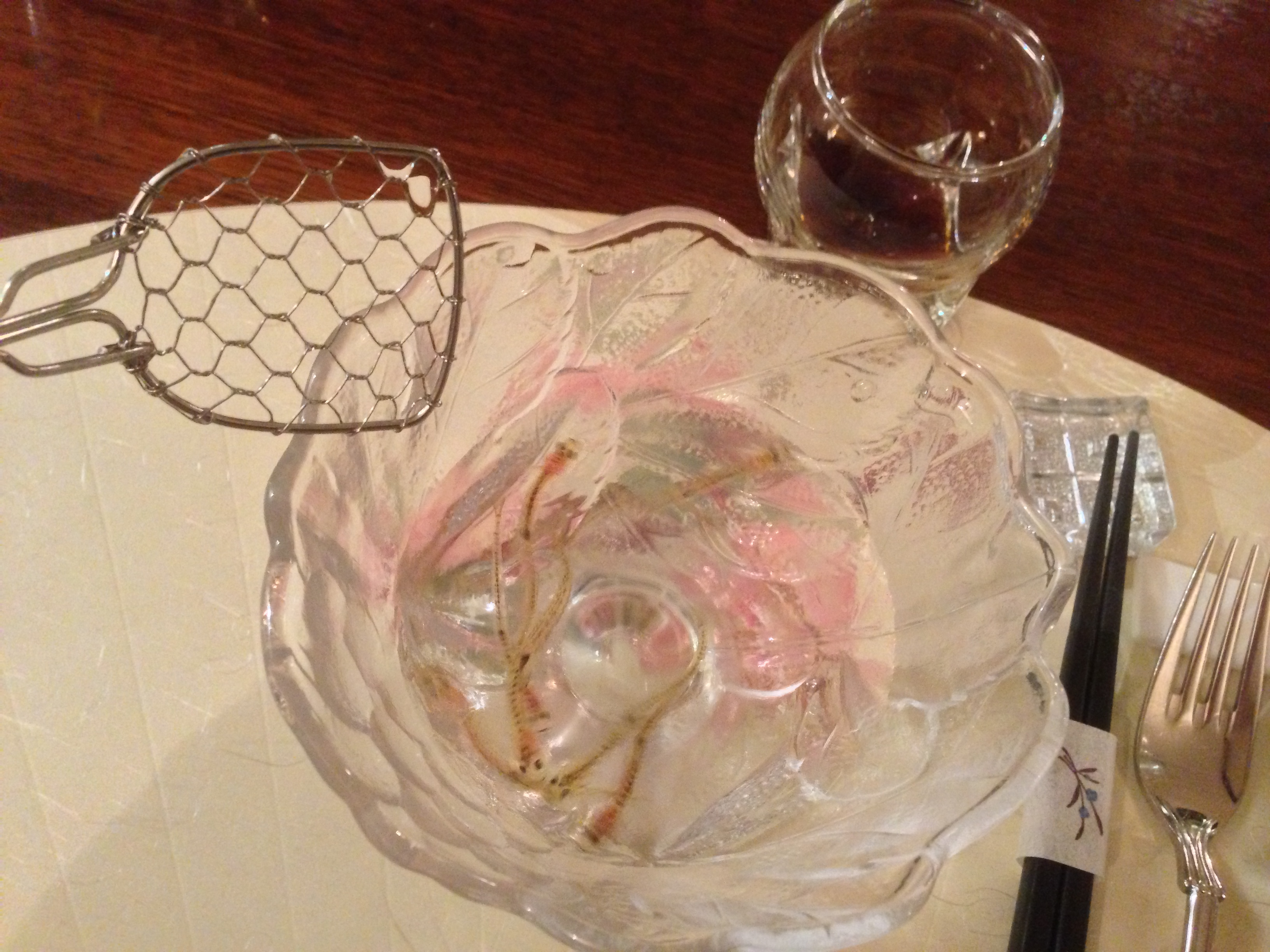
シロウオの踊り食いの様子（2013年4月）

シロウオの踊り食い（シロウオのおどりぐい）は、シロウオを生きたまま食べること。春の風物詩として名物料理とする地域もあるが、日本各地の小さな河川の多い地方でみられる料理法である。特に河口近くの地域に多い。
食べ方は、水を張った鉢や皿に生きたまま出されたシロウオを網杓子ですくい、酢醤油の入った小鉢に移し、それを吸い物を吸うように、シロウオごと胃の中に流し込む。似た食べ方として、活きたシロウオをのせて寿司とする場合もある。
いくつかある踊り食いと称される料理のうち、主食材になんらの手も加えていないという点で、シロウオの踊り食いは代表的なもののひとつである。
なお、アユなどにも共通するが、川魚の生食は寄生虫（横川吸虫）感染の危険性がある。重篤な症状に至ることは少ないとされているが、注意は必要である。